# Heckler & Koch PSG1
El PSG1 (Präzisions Scharfschützen Gewehr) és un fusell de franctirador semiautomàtic fabricat per Heckler & Koch d'Oberndorf am Neckar a Alemanya.

## Característiques
Fabricat des de 1970 fins a 1984, es basa en l'antic fusell d'assalt estàndard del Bundeswehr: l'HK G3. El PSG1 consta d'una estructura principal d'un únic canó d'ànima ratllada, fa servir carregadors extraïbles amb capacitat de 5 o 20 cartutxos 7,62 x 51 OTAN, posseeix gallet i culata ajustables un pistolet, un "forrellat silenciós" (semblant a l'usat en els M16), i també porta un trípode per donar suport l'arma. El seu pes oficial és de 8,1 kg (sense comptar el de la mira i el del carregador), i mesura en total 120 cm, sent la longitud del canó de 65 cm. Porta una mira telescòpica Hendsoldt 6x42 mm amb retícula il·luminada. Requereix cert temps per ser armat i s'aprecia per ser una arma pesada i delicada, però fiable, potent i precisa.

## Desenvolupament
Es diu que aquest fusell de precisió va ser desenvolupat en resposta a la petició del grup de paramilitar GSG 9 format després de la massacre de Múnic durant l'Olimpíada de 1972.